# Finalmente soli
Pour plus de détails, voir Fiche technique et Distribution.
Finalmente soli est une comédie italienne réalisée par Giacomo Gentilomo et sortie en 1942.

## Synopsis
Un jeune homme apprend que sa tante a prévu une clause comme quoi il n'entrera en possession de l'heritage qu'elle lui lègue qu'à son mariage. Afin d'entrer au plus vite en possession de l'héritage, il convainc donc sa tante qu'il est fiancé et lui annonce le jour de son mariage, pensant qu'elle ne viendra pas vérifier.
Pour compliquer les choses, il lui envoie une photo de la fiancée de son ami. Malheureusement pour lui, la tante insiste pour assister au mariage ; la seule chose à faire est de convaincre l'ami de lui « prêter » sa fiancée le jour même du mariage : ainsi, deux mariages ont lieu simultanément, un vrai et un faux.
Cela génère pas mal de malentendus, mais en fin de compte, tout s'arrange pour le mieux.

## Fiche technique
- Titre original italien : Finalmente soli[1]
- Titre de travail Ho perduto mia moglie
- Réalisateur : Giacomo Gentilomo
- Scénario : Robert Mallet, Mino Caudana (it)
- Photographie : Giuseppe La Torre
- Montage : Renzo Lucidi
- Musique : Ulisse Siciliani
- Décors : Veniero Colasanti, Calisto Casadio, Arnaldo Foresti (supervision)
- Maquillage : Piero Mecacci
- Société de production : Viralba (Milan), Incine (Rome)
- Pays de production :  Royaume d'Italie
- Langue originale : italien
- Format : Noir et blanc - Son mono
- Durée : 88 minutes
- Genre : Comédie
- Date de sortie :
  - Royaume d'Italie : 17 mars 1942

## Distribution
- Anna Magnani : Ninetta, dite « Lulù »
- Enrico Viarisio : Benedetto Bodengo
- Maurizio D'Ancora : Giulio De Ritis
- María Mercader : Angela
- Virgilio Riento : cousin Michele
- Checco Rissone : Paolo
- Ernesto Almirante : Professeur Ippolito Mariani
- Jone Morino : Mme Mariani
- Nicolás Perchicot : Adalberto, le croque-mort
- Velia Cruicchi : tante Aurora
- Pina Gallini : la concierge
- Mario Siletti : le maître d'hôtel du « Maestoso »
- Lia Corelli : Cesarina
- Edoardo Toniolo : un serveur au « Maestoso »
- Emilio Petacci : un serveur à l'« Eldorado »
- Adriana Sivieri : Lilli
- Maria Dominiani : Lea
- Miguel Del Castillo : un ami de Giulio et Paolo
- Vasco Creti : le gentleman moustachu
- Carlo Ranieri : le vieux monsieur au monocle et à la moustache
- Maria Pia Spini